# La Honhada
La Honhada est l'hymne de la Section paloise depuis mars 2012, composé par Didier Fois. 

## Histoire
La Honhada (à prononcer "hougnade", avec une voyelle finale entre le -e et le -o, voir Prononciation de l'occitan) a été entonnée pour la première fois au stade du Hameau le dimanche 4 mars 2012 avant la rencontre face à Grenoble par les charnègues (basco-béarnais) d'Arraya, groupe de chant polyphonique des Pyrénées gasconnes basé à Salies-de-Béarn, accompagnés par la chorale de Ger.   
Cet hymne reprend l'air de La ballade nord-irlandaise de Renaud, elle-même inspirée de The Water Is Wide (en). Les paroles sont signées Didier Fois (d’Hestiv’Òc et du groupe vocal Arraya). Les paroles sont en français et en béarnais.  
Il suscite un accueil mitigé à ses débuts, en raison de ses paroles en français sur un air celtique, de sorte que certains supporters affirment à cette époque que l'hymne naturel de la Section est De cap tà l'immortèla de Nadau.  
La Honhada est cependant devenue incontournable pour les supporters palois, qui l'entonnent à chaque début de match comme de coutume dans les cantèras. La Honhada est généralement entonnée a cappella par le public du stade du Hameau aux alentours de la soixantième minute.  
Le verbe béarnais « honhar » signifie « pousser, enfoncer, bousculer, tasser ou bourrer ». Quand les avants s'affrontent en mêlée fermée, pour encourager son équipe à enfoncer l'adversaire le public palois a coutume de scander « Ho-nhar ! Ho-nhar ! [Hou-gnà] », ou encore de crier « Hohnar que cau ! [Hougnà qué caou] » (= il faut enfoncer, il faut pousser fort). De ce verbe est dérivé le nom féminin « honhada », présent dans l'expression « dar ua honhada [dà ue hougnade] », qui signifie « donner une bourrade, donner un coup de boutoir, bousculer ». Le participe du verbe a produit aussi le nom masculin « un honhat [û hougnat] » qui signifie « un heurt, un coup de tête ». De même, « un honhaire [û hougnàyre] » est un homme qui pousse les autres à bout, un excitateur. (« Honha Section ! » (= Pousse, Section !) est devenue une formule consacrée dans la communication du club pour donner un tour béarnais à l'expression plus commune « Allez Section ! ».)